# Valsamoggia
Valsamoggia is een Italiaanse gemeente in de voormalige provincie en huidige metropolitane stad Bologna, onderdeel van de regio Emilia-Romagna. Valsamoggia ligt in het uiterst westen van de metropolitane stad, ten westen ook van de stad Bologna. Valsamoggia ligt in de vallei van de Samoggia, een zijrivier van de Reno (van daar de naamgevingVal Samoggia). Begin 2024 telde Valsamaggia 32.001 inwoners. 
De gemeente werd op 1 januari 2014 als een fusiegemeente opgericht door de fusie van de gemeentes Bazzano, Castello di Serravalle, Crespellano, Monteveglio en Savigno. De gemeenten werkten eerder al sinds 2009 samen in het bovengemeentelijk samenwerkingsverband Unione di comuni Valle del Samoggia, daar was evenwel ook de gemeente Monte San Pietro in betrokken, die niet toetrad tot de fusiegemeente. Valsamoggia is ontstaan na het raadgevend referendum van 25 november 2012. Bij die gelegenheid stemden de burgers van de vijf betrokken gemeentes met een nipte meerderheid van 51,5% voor de fusie, hoewel in de toenmalige gemeentes Bazzano en Savigno de meerderheid van de kiezers tegen dit project stemde.
De aangrenzende gemeenten zijn Anzola dell'Emilia, Castelfranco Emilia (MO), Guiglia (MO), Marzabotto, Monte San Pietro, San Cesario sul Panaro (MO), Savignano sul Panaro (MO), Vergato, Zocca (MO) en Zola Predosa.
Als gemeentelijk centrum van Valsamoggia en de locatie van het gemeentehuis fungeert de dorpskern van Bazzano. Valsamoggia trad op 16 juni 2014 samen met Monte San Pietro, Casalecchio di Reno, Zola Predosa en Sasso Marconi toe tot een nieuw groter bovengemeentelijk samenwerkingsverband, de Unione dei comuni Valli del Reno, Lavino e Samoggia.
Alto Reno Terme · Anzola dell'Emilia · Argelato · Baricella · Bentivoglio · Bologna · Borgo Tossignano · Budrio · Calderara di Reno · Camugnano · Casalecchio di Reno · Casalfiumanese · Castel Guelfo di Bologna · Castel Maggiore · Castel San Pietro Terme · Castel d'Aiano · Castel del Rio · Castel di Casio · Castello d'Argile · Castenaso · Castiglione dei Pepoli · Crevalcore · Dozza · Fontanelice · Gaggio Montano · Galliera · Granarolo dell'Emilia · Grizzana Morandi · Imola · Lizzano in Belvedere · Loiano · Malalbergo · Marzabotto · Medicina · Minerbio · Molinella · Monghidoro · Monte San Pietro · Monterenzio · Monzuno · Mordano · Ozzano dell'Emilia · Pianoro · Pieve di Cento · Sala Bolognese · San Benedetto Val di Sambro · San Giorgio di Piano · San Giovanni in Persiceto · San Lazzaro di Savena · San Pietro in Casale · Sant'Agata Bolognese · Sasso Marconi · Valsamoggia · Vergato · Zola Predosa